# Aghavnatun
Aghavnatun är en ort i Armenien.   Den ligger i provinsen Aragatsotn, i den västra delen av landet, 23 kilometer väster om huvudstaden Jerevan. Aghavnatun ligger 926 meter över havet och antalet invånare är 2 913.
Terrängen runt Aghavnatun är platt åt sydost, men åt nordväst är den kuperad. Runt Aghavnatun är det ganska tätbefolkat, med 248 invånare per kvadratkilometer.. Närmaste större samhälle är Etjmiadzin, 8,3 kilometer sydost om Aghavnatun. 
Trakten runt Aghavnatun består till största delen av jordbruksmark.